# Alexandru Flechtenmacher
Alexandru Flechtenmacher (Iași, 1823-Bucarest, 1898) fue un compositor, violinista y profesor rumano.

## Biografía
Nacido en Iași el 23 de diciembre de 1823, mostró predisposición por la música desde muy joven, de modo que a los nueve años ya estaba tocando en conciertos. En 1837, Costache Konache lo envió becado a Viena para asistir a cursos de violín y composición. De regreso a su tierra natal en 1840, obtuvo un trabajo en el Teatro Nacional bajo la dirección de Millo en 1844. Permaneció allí hasta 1847, cuando Mihail Sturdza lo envió nuevamente al extranjero para perfeccionar su arte.
Partió a París, pero los acontecimientos políticos de 1848 lo obligaron a volver a Rumanía. Después de trasladarse al teatro de Bucarest en 1852, al teatro de Craiova en 1853 y nuevamente a Iași, se instaló en Bucarest en 1858. En 1861, Flechtenmacher fue nombrado profesor de música en una escuela pública de la capital, y en 1864 profesor en el Conservatorio de Bucarest, cargo que ocupó hasta 1894, cuando se jubiló.
Flechtenmacher, que contribuyó mucho a la popularización del repertorio de dramaturgos rumanos, escribió la música para obras como Insurateo Chiritza la Iași, Chiritza în provincie, Baba Hărca, Scara Mâţel, Urăta Satului, Cimpoiul Dracului, Craiu Nou y Fata de la Cozia. Entre sus obras se contó también una colección de canciones nacionales. Falleció en Bucarest el 28 de enero de 1898. En la década de 1850 había contraído matrimonio con la actriz de teatro Maria Mavrodin.